# Nicolas Quemener

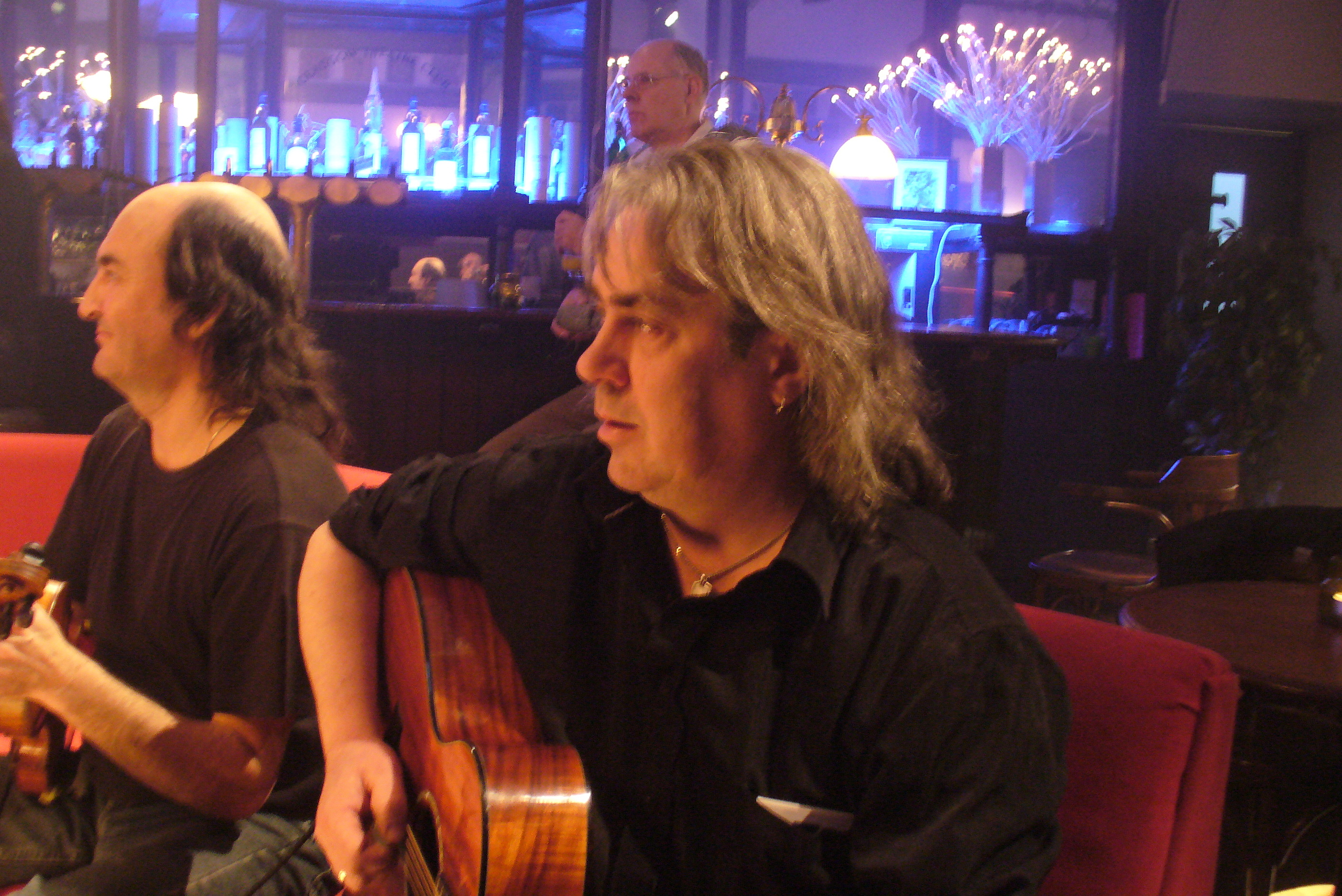
Nicolas Quemener

Nicolas Quemener is een Bretonse gitarist populair onder de nieuwe generatie van Bretonse gitaristen. Hij is ook fluitist en zanger.
Quemener groeiide op in Angers, Frankrijk. In 1990  emigreerde hij naar Ierland. Hij ging daar spelen bij de folkband Arcady, waarmee hij acht keer rondtoerde in de Verenigde Staten. Terug in Bretagne in 1993, was hij mede-oprichter van de Bretonse traditionele band Skeduz. Hij speelde ook nog in de Belgische band Orion.
Tegenwoordig vormt hij een duo met uilleann pipesspeler Ronan Le Bars. Hij werkt ook met Audrey Le Jossec.

## Discografie
- After the Ball, met Arcady 1991
- Many Happy Returns, met Arcady 1995
- Korong, met Ronan Le Bars 2000
- Bimis Ag Ol, met Ronan Le Bars
- New Century
- Celtic Fiddle Festival, Rendezvous, 2001
- Jean Sabot & Laors Dacquay
- Hudel - Musiques Brettonnes et D'Ailleurs ! 2002